# Judgment Day (2004)
O Judgment Day 2004 foi o sexto evento pay-per-view Judgment Day promovido pela WWE, em 16 de Maio de 2004, no Staples Center, em Los Angeles, Califórnia. O evento teve 18.722 pessoas de assistência.

## Resultados
| Nº                                          | Resultados                                                                       | Estipulações                                         | Tempo |
| ------------------------------------------- | -------------------------------------------------------------------------------- | ---------------------------------------------------- | ----- |
| Heat                                        | Mark Jindrak (com Theodore Long) derrotou Funaki                                 | Luta individual                                      | 3:47  |
| 1                                           | Rob Van Dam e Rey Mysterio derrotaram The Dudley Boyz (Bubba Ray e D-Von)        | Luta de duplas                                       | 15:19 |
| 2                                           | Torrie Wilson derrotou Dawn Marie                                                | Luta individual; se Wilson perdesse, seria demitida. | 6:14  |
| 3                                           | Mordecai derrotou Scotty 2 Hotty                                                 | Luta individual                                      | 3:01  |
| 4                                           | Charlie Haas e Rico (c) (com Miss Jackie) derrotaram Hardcore Holly e Billy Gunn | Luta de duplas pelo WWE Tag Team Championship        | 10:26 |
| 5                                           | Chavo Guerrero (com Chavo Classic) derrotou Jacqueline (c)                       | Luta individual pelo WWE Cruiserweight Championship  | 4:47  |
| 6                                           | John Cena (c) derrotou René Dupreé                                               | Luta individual pelo WWE United States Championship  | 9:54  |
| 7                                           | The Undertaker (com Paul Bearer) derrotou Booker T                               | Luta individual                                      | 11:24 |
| 8                                           | John "Bradshaw" Layfield derrotou Eddie Guerrero (c) por desqualificação         | Luta individual pelo WWE Championship                | 23:15 |
| (c) – Refere-se aos campeões antes da luta. |                                                                                  |                                                      |       |